# Danielle
Danielle ist ein weiblicher Vorname.

## Herkunft und Bedeutung
Danielle ist eine französische weibliche Form zum männlichen Vornamen Daniel; der Name wird jedoch auch in den USA häufig vergeben.

## Namensträgerinnen
- Danielle Allen (* 1971), US-amerikanische Politikwissenschaftlerin
- Danielle Bisutti (* 1976), US-amerikanische Schauspielerin und Sängerin
- Danielle Bunten Berry (1949–1998), US-amerikanische Programmiererin
- Danielle Campbell (* 1995), US-amerikanische Schauspielerin
- Danielle Casanova (1909–1943), französische Kommunistin
- Danielle Dax (* 1958), britische Musikerin
- Danielle Darrieux (1917–2017), französische Film- und Theaterschauspielerin
- Danielle Englert (* 1986), Schweizer Turnerin
- Danielle Fishel (* 1981), US-amerikanische Schauspielerin
- Danielle Gaubert (1943–1987), französische Schauspielerin
- Danielle Gourevitch (1941–2021), französische klassische Philologin und Medizinhistorikerin
- Danielle Harris (* 1977), US-amerikanische Schauspielerin
- Danielle Lins (* 1985), brasilianische Volleyballspielerin, Olympiasiegerin
- Danielle Lussi (* 1992), US-amerikanische Skispringerin
- Sarah Danielle Madison (1974–2014), US-amerikanische Filmschauspielerin
- Danielle Mitterrand (1924–2011), Witwe von François Mitterrand
- Danielle de Niese (* 1979), australische Opernsängerin
- Danielle Panabaker (* 1987), US-amerikanische Schauspielerin
- Danielle de Picciotto (* 1965), US-amerikanische Multimediakünstlerin
- Danielle Proulx (* 1952), kanadische Schauspielerin
- Danielle Sarréra (1932–1949), fiktive französische Dichterin
- Danielle Scott (Schiedsrichterin) (* 1991), US-amerikanische Basketballschiedsrichterin
- Danielle Spera (* 1957), österreichische Journalistin und Fernsehmoderatorin
- Danielle Steel (* 1947), US-amerikanische Schriftstellerin
- Danielle Tabor (* 1984), britische Schauspielerin
- Danielle Trussoni (* 1973), US-amerikanische Schriftstellerin und Journalistin

## Familienname
- Suzanne Danielle (* 1957), britische Schauspielerin